# Rdesktop
rdesktop – klient usług terminalowych, komunikujący się za pomocą protokołu RDP (ang. Remote Desktop Protocol). Dzięki tej aplikacji możliwe jest z poziomu Linuksa podłączenie na przykład do systemu Windows XP z uruchomioną usługą zdalnego pulpitu.
Jeżeli użytkownicy komputerów z systemami Linux chcą mieć sporadyczny
dostęp do aplikacji windowsowych to dobrym rozwiązaniem może okazać się instalacja
usług terminalowych (Windows Terminal Services) na serwerze z systemem Windows.
Użytkownicy Linuksa będą mogli zdalnie łączyć się z takim serwerem usług
terminalowych, uruchamiać wirtualne sesje Windows w oknie na swoich pulpitach i każdy zdalny
użytkownik podłączony do serwera będzie mógł uruchamiać niezbędne mu programy. Jak widzimy
dostęp do usług terminalowych Windows nie wymaga już nawet systemu Windows a użytkownicy
Linuksa z uruchomionym programem rdesktop mogą bez problemu korzystać z tej usługi.
Ponieważ rdesktop jest aplikacją graficzną, należy ją uruchomić w systemie Linux lub Unix,
w którym uruchomiony jest system X Window.
Nawiązywanie połączenia
W swojej najprostszej formie polecenie używane do połączenia z systemem, na którym działają
usługi terminalowe Windows, ma postać:
```
rdesktop host
```

gdzie host jest nazwą lub adresem IP systemu, na którym uruchomione są usługi terminalowe Windows.
Po nawiązaniu połączenia na pulpicie naszego Linuksa pojawi się okno przedstawiające standardowy ekran logowania Windows.
Po zalogowaniu i określeniu domeny, do której chcemy się zalogować (jeśli to konieczne), okno Rdesktop wyświetli standardowy pulpit Windows.
Do najważniejszych cech rdesktop zaliczyć należy możliwość buforowania bitmap oraz obsługa szyfrowanych połączeń.